# 巴提县
巴提县，一译巴地县、巴迪县，是柬埔寨茶胶省下辖的一个县。
据1998年人口普查，此县共有113,693人。